# Operophtera bruceata
Operophtera bruceata är en fjärilsart som beskrevs av George Duryea Hulst 1886. Operophtera bruceata ingår i släktet Operophtera och familjen mätare. Inga underarter finns listade i Catalogue of Life.

## Bildgalleri

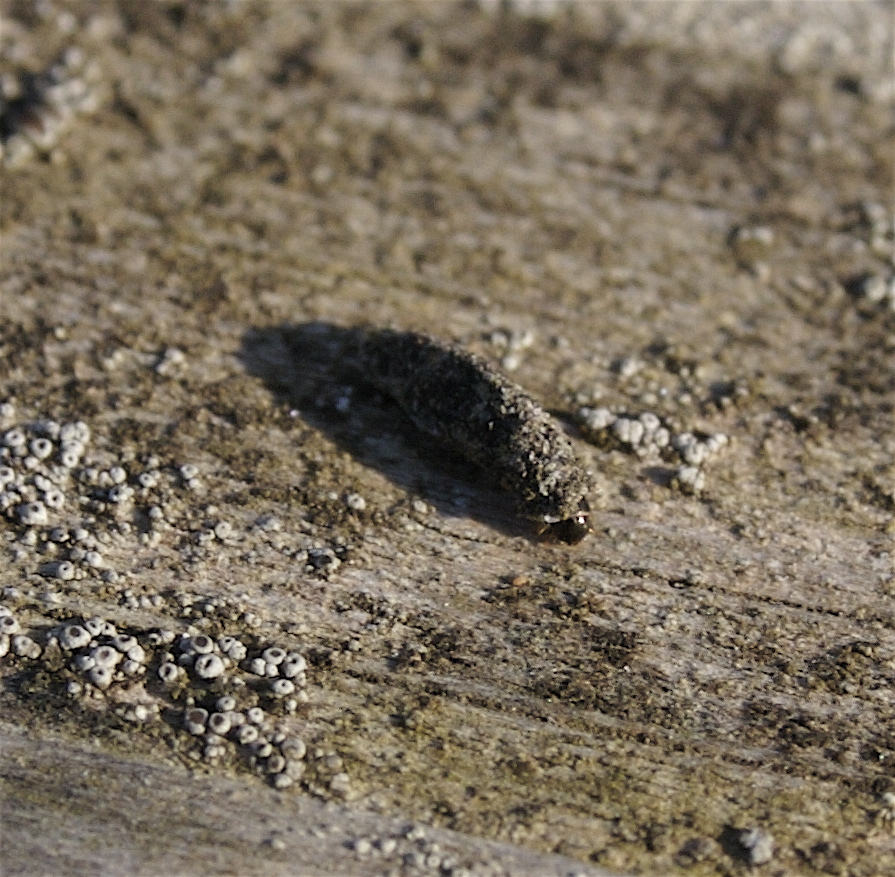
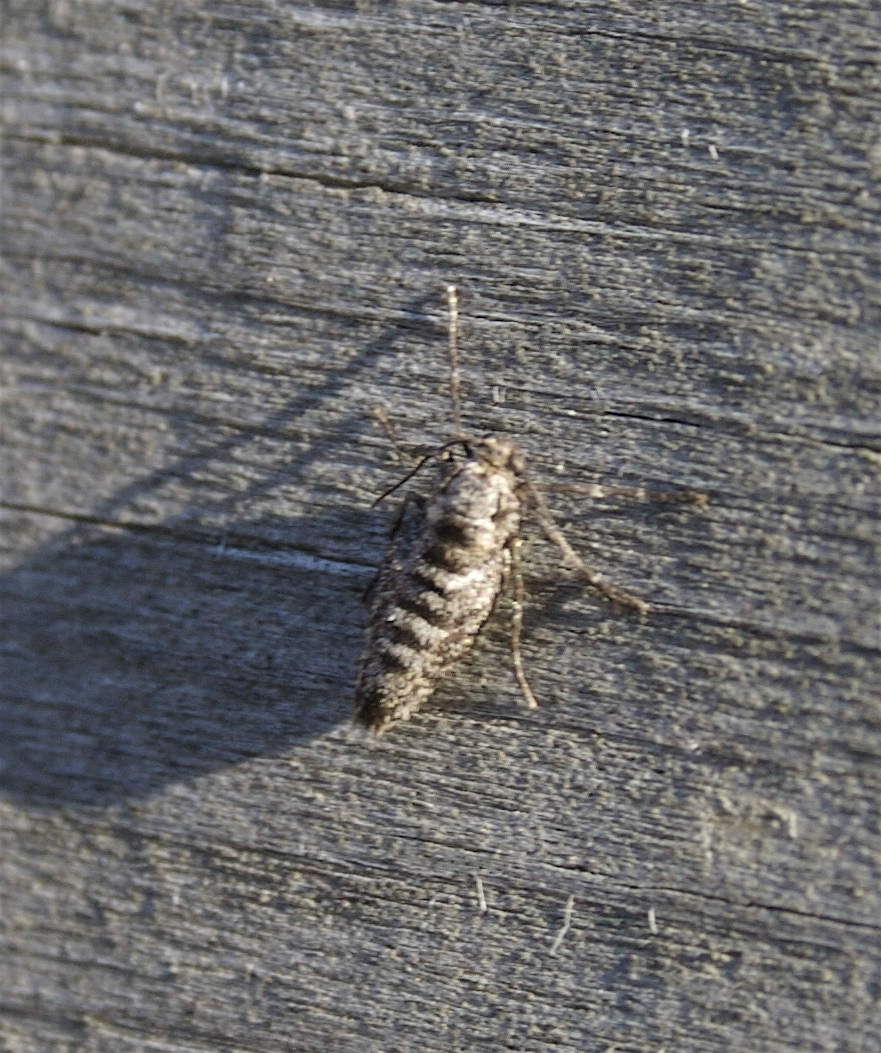
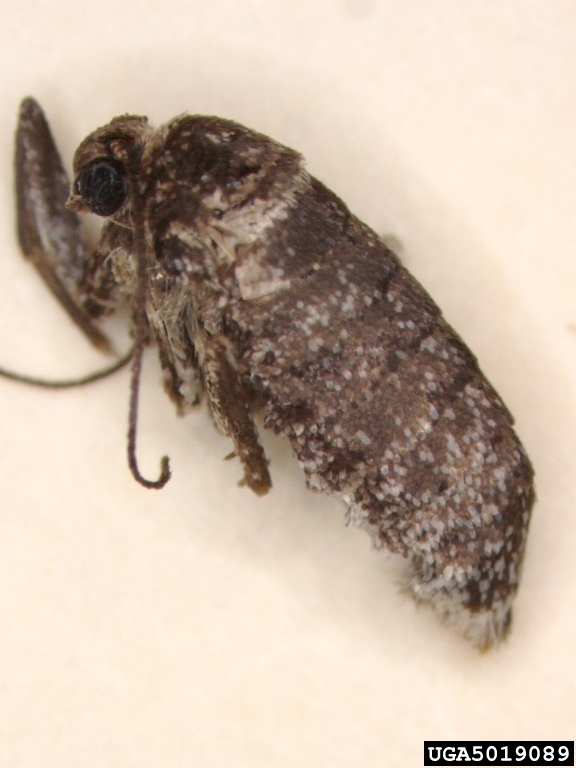
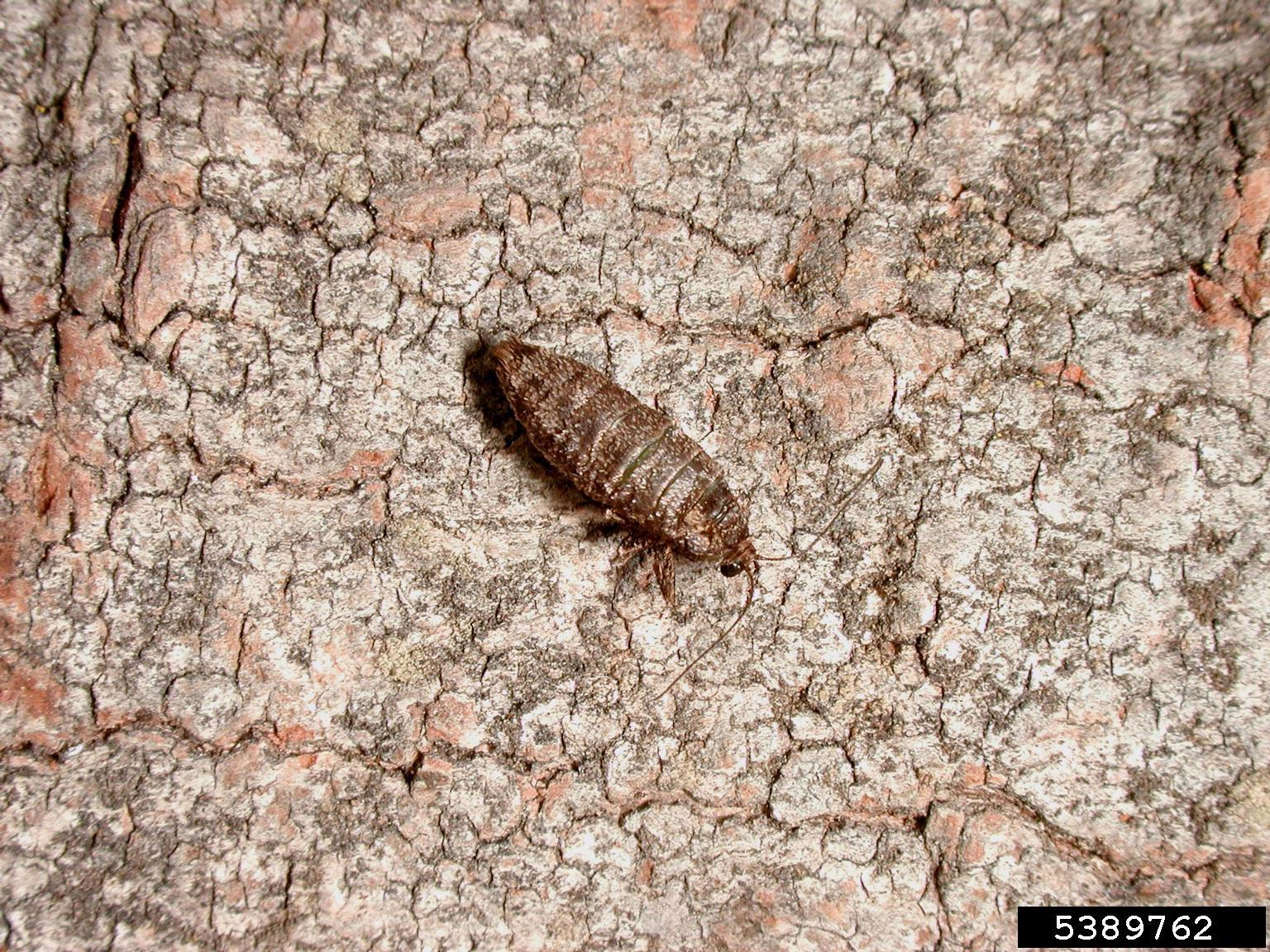
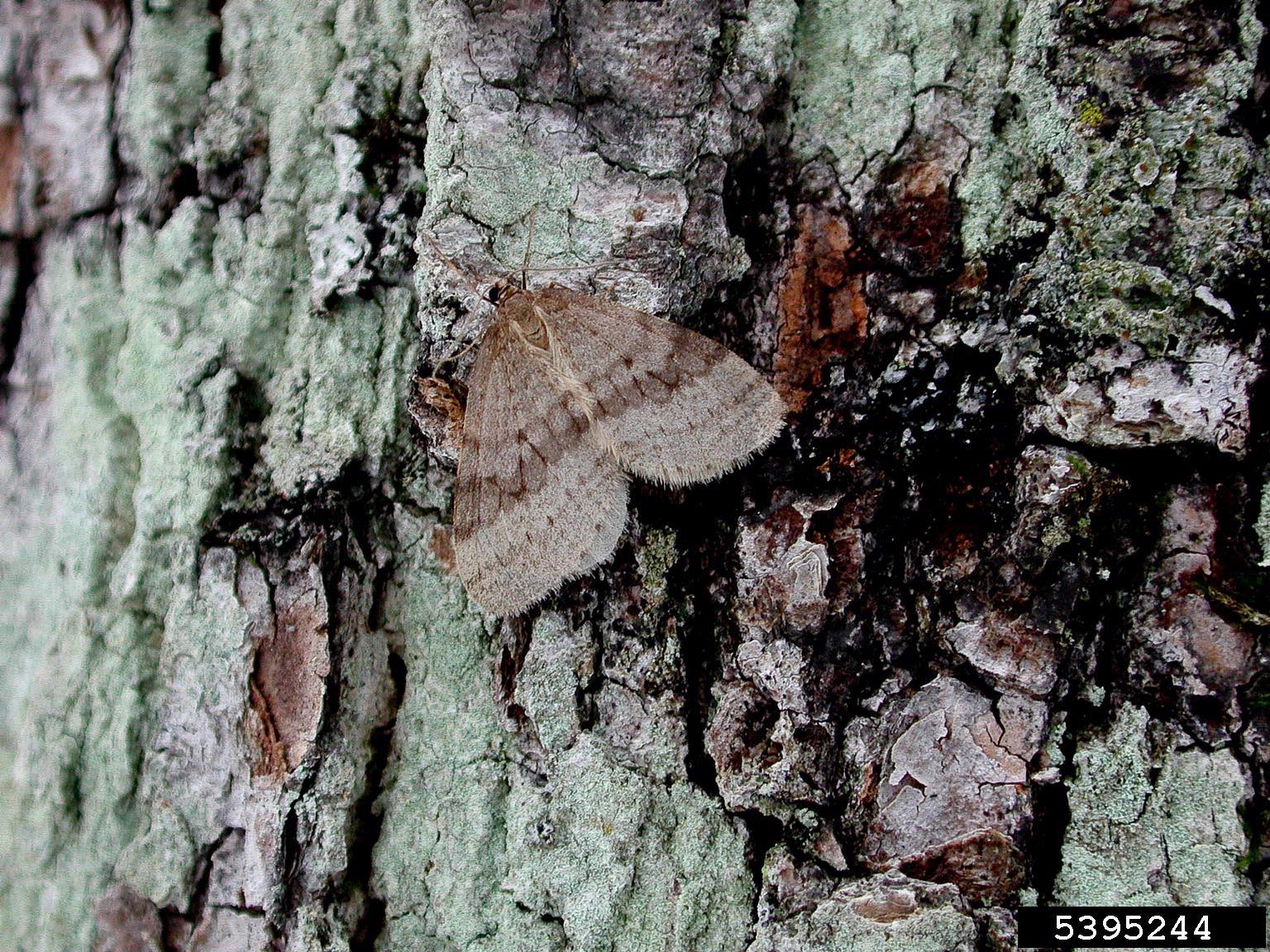
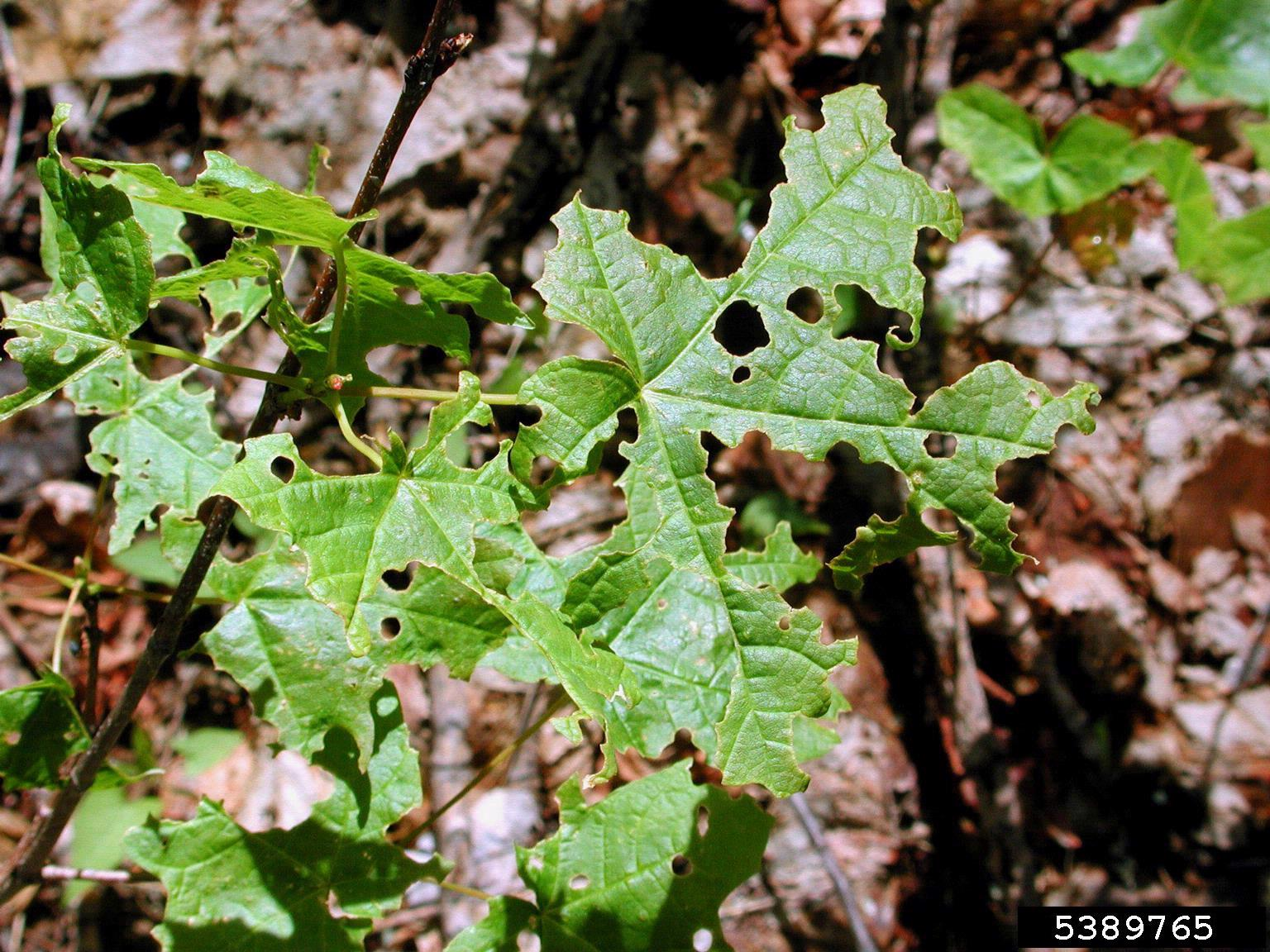